# فاستر ویلر
فاستر ویلر، (به انگلیسی: Foster Wheeler) یک شرکت خوشه‌ای مهندسی جهانی سوئیسی بود که دفاتر اجرایی اصلی آن در ریدینگ، بریتانیا و دفتر ثبت شده آن در بار، کانتون زوگ، سوئیس قرار داشت. فاستر ویلر در ۱۲ ژوئیه ۲۰۰۷ به فهرست نزدک-۱۰۰ اضافه شد. در ۱۳ نوامبر ۲۰۱۴، فاستر ویلر با شرکت آمک ادغام شد و آمک فاستر ویلر را تشکیل داد. شرکت حاصل در اکتبر ۲۰۱۷ توسط گروه وود خریداری و در آن ادغام شد.